# The Best of Testament
The Best of Testament è una raccolta dei Testament, pubblicata nel 1996 dalla Atlantic Records.
Comprende il periodo di maggior successo della band. Inoltre, funge da sigillo per la chiusura contrattuale con la Atlantic.

## Il disco
Nella raccolta compaiono estratti dai loro primi 6 album:
1987 - The Legacy (1, 6, 10)
1988 - The New Order (2, 9, 11)
1989 - Practice What You Preach (3, 7, 12)
1990 - Souls of Black (5, 14)
1992 - The Ritual (4, 15)
1994 - Low (8, 13)

## Tracce
1. Over the Wall – 4:05
2. The New Order – 4:26
3. Sins of Omission – 5:00
4. Electric Crown – 5:29
5. The Legacy – 5:29
6. Burnt Offerings – 5:05
7. Practice What You Preach – 4:54
8. Hail Mary – 3:31
9. Trial by Fire – 4:13
10. Alone in the Dark – 4:04
11. Disciples of the Watch – 5:04
12. Greenhouse Effect – 4:53
13. Low – 3:33
14. Souls of Black – 3:22
15. Return to Serenity – 6:25

## Formazione
- Chuck Billy – voce
- Eric Peterson – chitarra, voce addizionale
- Alex Skolnick – chitarra
- James Murphy – chitarra (8, 13)
- Greg Christian – basso
- Louie Clemente – batteria
- John Tempesta – batteria (8, 13)